# Infekční endokarditida
Infekční endokarditida je zánětlivé onemocnění vnitřního povrchu srdce, tzv. endokardu. Postihuje však obvykle konkrétně srdeční chlopně. Jedná se o jeden z typů endokarditidy.
Endokartitidou obvykle trpí lidé, kteří mají oslabený imunitní nebo oběhový systém, či přímo srdce. Infekční endokarditida je totiž infekce, která se krevním řečištěm zanese do srdce, jež je oslabeno a proto je umožněno její usazení a množení.
Nástup infekční endokarditidy je poměrně hodně rychlý, rozhodují hodiny. Tento stav ohrožuje život.

## Příznaky
Mezi příznaky endokarditidy patří:
- zvýšená teplota nebo horečka nejasného původu
- krvácení do kůže
- celkové chřadnutí (oslabení organismu)
- opakované zimnice
- při vyšetření změny srdečního šelestu

Příznaky infekční endokarditidy mohou být nenápadné a na první pohled nenasvědčující.

## Infekce
Infekční endokarditida se do organismu může dostat jakoukoliv rankou (i mikroskopickou); zvlášť nebezpečné jsou neošetřené či bolavé zuby, dalším způsobem získání je možnost již předchozího výskytu streptokoka v těle. Další z cest jsou třeba záněty kolem nehtů nebo neošetřené zuby. Pacient, který může být náchylný k infekční endokarditidě, musí podstoupit před každým lékařským výkonem (u zubaře a všude, kde je otevřená rána a nebo cévkování či výkony v oblasti infikované kůže či podkoží) tzv. profylaxi. To znamená, že několik dní nebo hodin před výkonem bere léky (antibiotika), které tak preventivně pacienta chrání (stíní). Někdy se léky podávají přímo při výkonu infuzí.
Pacienti, o kterých se ví, že jim infekční endokarditida hrozí, dostávají také průkazky, v nichž jsou pro případ nouze informace.